# CP Urbanos de Oporto
CP Urbanos de Oporto (en portugués, CP Urbanos do Porto) es una unidad de negocios de CP, empresa pública portuguesa de ferrocarril, orientada a la prestación de servicios suburbanos de pasajeros en el área del Gran Oporto y regiones cercanas, en concreto en las subregiones de Cávado hasta Braga, de Ave hasta Guimarães, de Támega hasta Marco de Canaveses y de Baixo Vouga hasta Aveiro, en un radio de cerca de 60 km alrededor de la ciudad de Oporto.

## Historia
El 6 de noviembre de 1997 el Consejo de Administración de CP aprobó una nueva reorganización de la empresa con una lógica de gestión empresarial para responder a los desafíos del mercado de transporte, constituyendo Unidades de Negocio organizadas en función de los diferentes segmentos de mercado, con autonomía de gestión. Nacieron así, entre otras, la USGL-Unidade de Suburbanos da Grande Lisboa y la USGP-Unidade de Suburbanos do Grande Porto, asumiendo estas dos especial relevancia, en tanto que el transporte urbano representa cerca de 80% del total de pasajeros de CP.

## Red

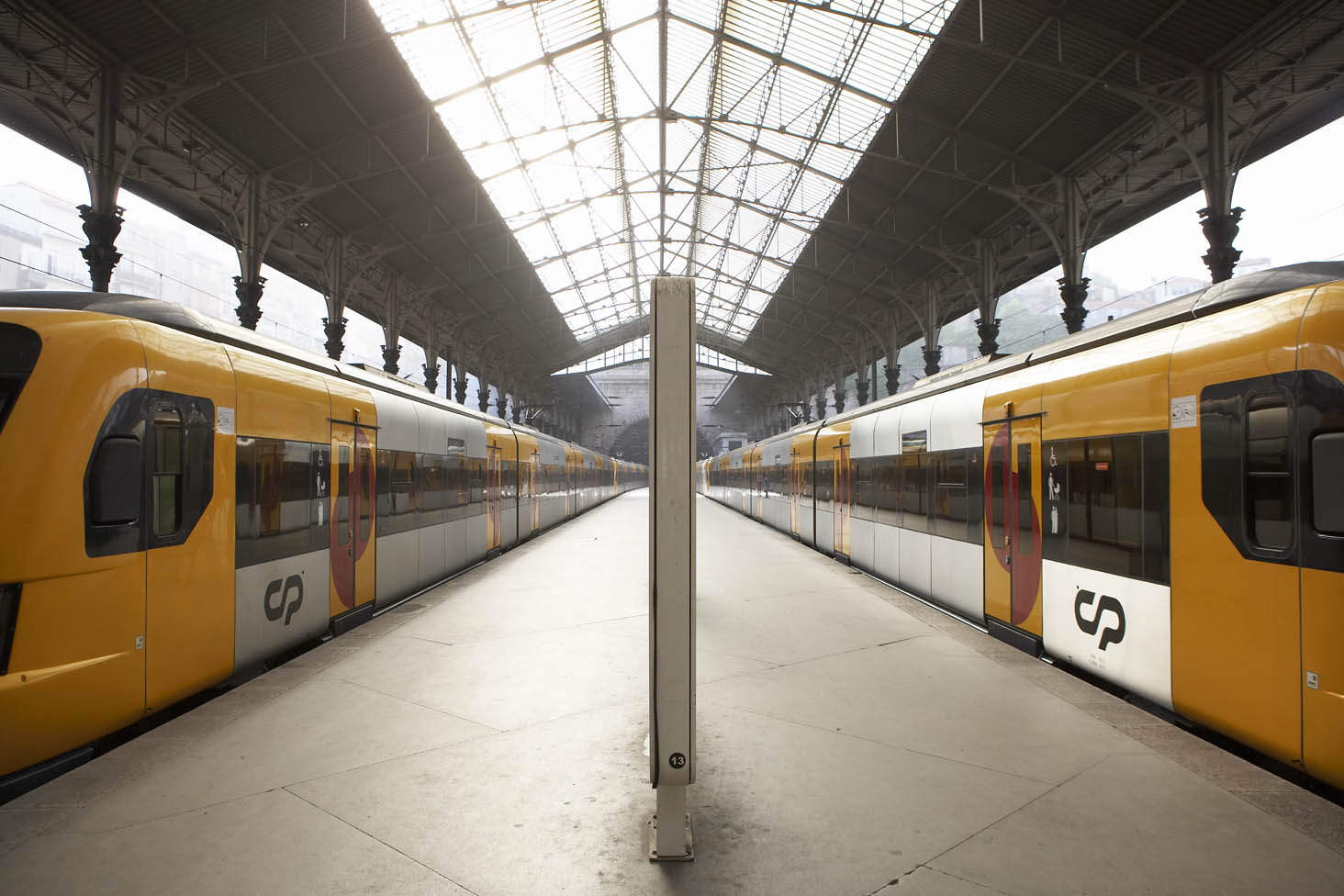
Trenes serie 3400 en la Estación de São Bento, la principal de la red.

| CP Urbanos do Porto | CP Urbanos do Porto         | CP Urbanos do Porto | CP Urbanos do Porto | CP Urbanos do Porto    | CP Urbanos do Porto      |
| ------------------- | --------------------------- | ------------------- | ------------------- | ---------------------- | ------------------------ |
| Líneas              | Líneas                      | Extensión (km)      | Estaciones          | Inauguración           | Unidades móviles         |
|                     | Porto-São Bento ↔ Caíde     | 46,0                | 22                  | 6 de noviembre de 1997 | UME CP 3400 (Bombardier) |
|                     | Porto-São Bento ↔ Guimarães | 55,7                | 25                  | 30 de octubre de 1938  | UME CP 3400 (Bombardier) |
|                     | Porto-São Bento ↔ Braga     | 53,9                | 28                  | 21 de mayo de 1875     | UME CP 3400 (Bombardier) |
|                     | Porto-São Bento ↔ Aveiro    | -                   | 25                  | 4 de noviembre de 1877 | UME CP 3400 (Bombardier) |
|                     | Porto-São Bento ↔ Leixões   | -                   | -                   | 22 de mayo de 2009     | -                        |